# Lorenzo Tonelli
Lorenzo Tonelli (Firenze, 17 gennaio 1990) è un allenatore di calcio ed ex calciatore italiano, di ruolo difensore, tecnico della squadra Under-17 dell'Empoli.

## Caratteristiche tecniche
Giocava nella posizione di difensore centrale, distinguendosi per la forza fisica e l'abilità nel gioco aereo. Poteva essere impiegato come terzino destro, anche se prediligeva giocare al centro della difesa, ruolo in cui si espresse al meglio delle proprie capacità.

## Carriera

### Giocatore

#### Club

##### Empoli
Muove i suoi primi passi nel settore giovanile dell'Empoli, con cui esordisce in prima squadra il 5 settembre 2010 contro il Varese alla terza giornata di campionato, subentrando al 64' al posto di Daniele Mori. Termina l'annata con 17 presenze in campionato e una in Coppa Italia contro la Fiorentina. Il 14 agosto 2011 segna la sua prima rete con i toscani contro il Piacenza in Coppa Italia, segnando di testa su azione da calcio d'angolo la quarta rete degli azzurri.
Il 14 settembre 2013 una sua doppietta consente agli azzurri di imporsi 2-0 in trasferta di danni del Carpi. Archiviata la promozione in Serie A, esordisce nella massima serie il 31 agosto 2014 nella gara esterna persa 2-0 contro l'Udinese. Il 23 settembre mette a segno la sua prima rete in Serie A, portando in vantaggio l'Empoli contro il Milan. L'incontro terminerà poi in parità.
Il 26 aprile 2015 al termine di Atalanta-Empoli - al rientro delle squadre negli spogliatoi - viene aggredito subendo un pugno dall'attaccante Germán Denis, riportando conseguenze lesive al volto. In seguito a questo episodio viene squalificato per una giornata dal giudice sportivo "per aver minacciato di morte" Denis e la sua famiglia. Il 29 aprile la Corte Sportiva d'Appello sospende la squalifica. Il 22 luglio la squalifica viene confermata. Il 1º dicembre seguente rinnova col club toscano fino al 2019.

##### Napoli
Il 23 maggio 2016 viene annunciato il suo trasferimento al Napoli per 10 milioni di euro. Complice una condizione fisica approssimativa a sua volta dovuta a un problema al ginocchio, esordisce con la maglia azzurra il 7 gennaio 2017 contro la Sampdoria (per sopperire alle assenze di Albiol e Koulibaly) in cui segna al 95' la rete che consente ai partenopei di imporsi 2-1 sui liguri. Schierato titolare da Sarri anche nelle due successive gare di campionato contro Pescara - in cui va a segno - e Milan, il riacutizzarsi del problema al ginocchio lo relega ai box fino a fine stagione.
Relegato a quinta scelta del pacchetto arretrato, la stagione successiva trova spazio in squadra solo nel girone di ritorno in seguito alla cessione di Maksimović: viene preferito a Vlad Chiricheș nel ruolo di rincalzo e disputa nel complesso 6 gare (tra cui due contro il RB Lipsia in Europa League), inoltre segna una rete in campionato il 18 aprile nella gara casalinga contro l'Udinese, terminata 4-2 per gli azzurri.

##### Sampdoria
Il 17 agosto 2018 il Napoli lo cede alla Sampdoria in prestito oneroso con diritto di riscatto, obbligatorio nel caso in cui il giocatore totalizzi 21 presenze in campionato. Esordisce con i liguri il 2 settembre seguente, proprio contro la squadra che lo aveva ceduto nella precedente finestra di mercato. Il 7 ottobre realizza la sua prima rete (l'unica in 19 partite) con i blucerchiati che vale peraltro la vittoria sull'Atalanta, ma a fine anno non viene riscattato dai doriani e torna al Napoli dove rimane per la stagione successiva. Ormai fuori dai piani dei partenopei, a fine gennaio 2020 ritorna alla società blucerchiata in prestito con obbligo di riscatto a 2,5 milioni di euro.
Riscattato a seguito della salvezza dei doriani, il 3 marzo 2021 torna a segnare in massima serie in occasione del derby della Lanterna, fissando il risultato sull'1-1; nell'occasione aveva pure raggiunto quota 100 presenze in Serie A.

#### Ritorno ad Empoli
Il 27 agosto 2021 fa ritorno all'Empoli. Registra l'ultima presenza in Serie A il 23 aprile 2023, quando scende in campo alla 31ª giornata contro l'Inter, e si ritira al termine della stagione 2023-24.

#### Nazionale
Conta tre presenze con la Nazionale Under-16 ed una con la Nazionale Under-21, risalente al 17 novembre 2010 nell'amichevole disputata a Fermo contro i pari età della Turchia (vittoria per 2-1), sotto la guida di Ciro Ferrara, subentrando al 32' della ripresa al posto di Giulio Donati. Il 16 maggio 2016 viene convocato in Nazionale maggiore dal CT Antonio Conte per lo stage di preparazione all'Europeo 2016.
L'8 ottobre 2018 viene convocato dal CT Roberto Mancini per le partite contro Ucraina e Polonia valevoli per la Nations League in sostituzione dell'infortunato Alessio Romagnoli. In nessuno dei due match, tuttavia, entra in campo.

### Allenatore
Inizia la carriera da allenatore nell'estate 2024, quando diventa il responsabile della squadra Under-16 dell'Empoli.

## Statistiche

### Presenze e reti nei club
Statistiche aggiornate al 3 maggio 2024.
| Stagione         | Squadra          | Campionato       | Campionato | Campionato | Coppe nazionali | Coppe nazionali | Coppe nazionali | Coppe continentali | Coppe continentali | Coppe continentali | Altre coppe | Altre coppe | Altre coppe | Totale | Totale |
| Stagione         | Squadra          | Comp             | Pres       | Reti       | Comp            | Pres            | Reti            | Comp               | Pres               | Reti               | Comp        | Pres        | Reti        | Pres   | Reti   |
| ---------------- | ---------------- | ---------------- | ---------- | ---------- | --------------- | --------------- | --------------- | ------------------ | ------------------ | ------------------ | ----------- | ----------- | ----------- | ------ | ------ |
| 2010-2011        | Empoli           | B                | 17         | 0          | CI              | 1               | 0               | -                  | -                  | -                  | -           | -           | -           | 18     | 0      |
| 2011-2012        | Empoli           | B                | 16         | 0          | CI              | 3               | 1               | -                  | -                  | -                  | -           | -           | -           | 19     | 1      |
| 2012-2013        | Empoli           | B                | 36+4       | 4          | CI              | 1               | 0               | -                  | -                  | -                  | -           | -           | -           | 41     | 4      |
| 2013-2014        | Empoli           | B                | 37         | 3          | CI              | 2               | 0               | -                  | -                  | -                  | -           | -           | -           | 39     | 3      |
| 2014-2015        | Empoli           | A                | 28         | 5          | CI              | 2               | 0               | -                  | -                  | -                  | -           | -           | -           | 30     | 5      |
| 2015-2016        | Empoli           | A                | 26         | 2          | CI              | 1               | 0               | -                  | -                  | -                  | -           | -           | -           | 27     | 2      |
| 2016-2017        | Napoli           | A                | 3          | 2          | CI              | 0               | 0               | UCL                | 0                  | 0                  | -           | -           | -           | 3      | 2      |
| 2017-2018        | Napoli           | A                | 4          | 1          | CI              | 0               | 0               | UCL+UEL            | 0+2                | 0                  | -           | -           | -           | 6      | 1      |
| 2018-2019        | Sampdoria        | A                | 19         | 1          | CI              | 1               | 0               | -                  | -                  | -                  | -           | -           | -           | 20     | 1      |
| 2019-gen. 2020   | Napoli           | A                | 0          | 0          | CI              | 0               | 0               | UCL                | 0                  | 0                  | -           | -           | -           | 0      | 0      |
| Totale Napoli    | Totale Napoli    | Totale Napoli    | 7          | 3          |                 | 0               | 0               |                    | 2                  | 0                  |             | -           | -           | 9      | 3      |
| gen.-ago. 2020   | Sampdoria        | A                | 9          | 0          | CI              | 0               | 0               | -                  | -                  | -                  | -           | -           | -           | 9      | 0      |
| 2020-2021        | Sampdoria        | A                | 23         | 1          | CI              | 1               | 0               | -                  | -                  | -                  | -           | -           | -           | 24     | 1      |
| Totale Sampdoria | Totale Sampdoria | Totale Sampdoria | 51         | 2          |                 | 2               | 0               |                    | -                  | -                  |             | -           | -           | 53     | 2      |
| 2021-2022        | Empoli           | A                | 14         | 0          | CI              | 0               | 0               | -                  | -                  | -                  | -           | -           | -           | 14     | 0      |
| 2022-2023        | Empoli           | A                | 1          | 0          | CI              | 0               | 0               | -                  | -                  | -                  | -           | -           | -           | 1      | 0      |
| 2023-2024        | Empoli           | A                | 0          | 0          | CI              | 0               | 0               | -                  | -                  | -                  | -           | -           | -           | 0      | 0      |
| Totale Empoli    | Totale Empoli    | Totale Empoli    | 178        | 14         |                 | 10              | 1               |                    | -                  | -                  |             | -           | -           | 188    | 15     |
| Totale carriera  | Totale carriera  | Totale carriera  | 236        | 19         |                 | 12              | 1               |                    | 2                  | 0                  |             | -           | -           | 250    | 20     |